# Юрай Шижгорич
Юрай Шижгорич (хорв. Juraj Šižgorić, лат. Georgius Sisgoreus Георгіус Сисгорітус, італ. Giorgio Sisgoreo Джорджо Сісґорео; бл. 1420, Шибеник, тепер Хорватія — 1509, там же) — хорватський латиномовний поет доби Ренесансу.
Був першим представником так званого Хорватського Відродження з міста Шибеника, об'єднавши у місті навколо себе ряд місцевих гуманістів; одна з найважливіших особистостей в історії та культурному житті хорватів у XV столітті.
Шижгорич написав латиною «Книгу елегій та поем» (Elegiarum et carminum libri tres, Венеція, 1477), що стала першою опублікованою книгою хорватського поета.